# Derlatka
Derlatka (prononciation : [dɛrˈlatka]) est un village polonais de la gmina de Trojanów dans le powiat de Garwolin de la voïvodie de Mazovie dans le centre-est de la Pologne.
Il se situe à environ 25 kilomètres au sud-est de Garwolin (siège du powiat) et à 81 kilomètres au sud-est de Varsovie (capitale de la Pologne).

## Histoire
De 1975 à 1998, le village appartenait administrativement à la voïvodie de Siedlce.